# بچه اشتباهی

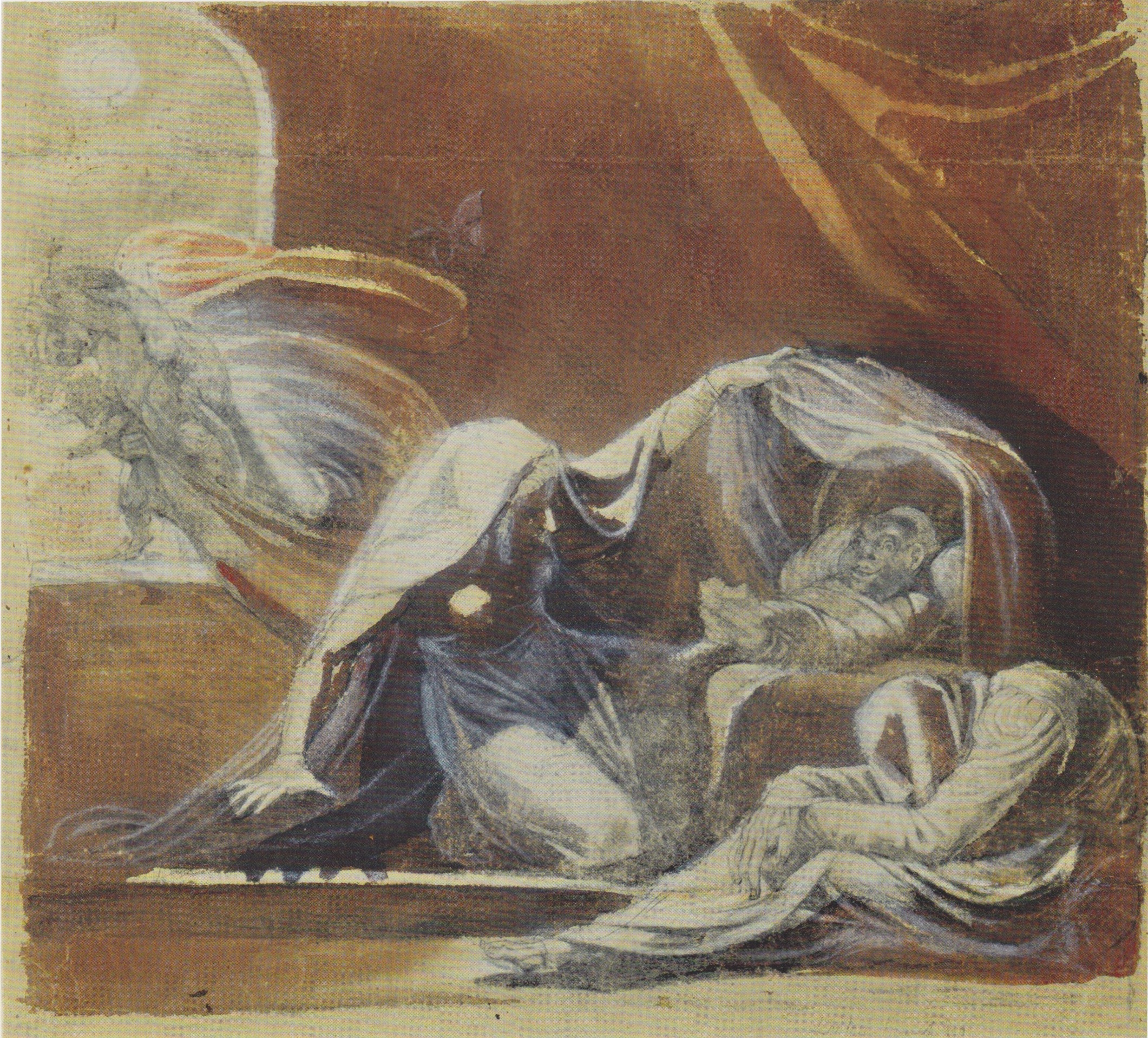
بچه جایگزین توسط یوهان هاینریش فوسلی، ۱۷۸۰

بچه اشتباهی یا بچه جایگزین (به انگلیسی: changeling) یک مخلوق موجود در فرهنگ عامه و دنیا است. باور بر آن است که این موجود، هنگامی که کودکان انسان توسط پریان دزدیده می‌شود جایگزین آن می‌شود.

## توصیف
او که به‌طور معمول به عنوان فرزند یک پری یا الف آفریده شده است؛ به جای یک کودک انسان قرار داده می‌شود. جابجا شدن فرزند موضوع مشترکی میان ادبیات قرون وسطی است و نشان دهنده نگرانی زیاد از نوزادان مبتلا به بیماری‌های غیرقابل توضیح و اختلالات یا معلولیت رشدی است.
کودکان انسان ممکن است به دلایل مختلفی از جمله برای به‌کارگیری به عنوان خدمتکار، عشق به فرزند انسان یا کینه‌توزی، دزدیده شوند. اغلب تصور می‌شود که کودکان پریان جایگزین کودکان انسان شده و سپس، بچه جایگزین می‌تواند در کنار پدر و مادر انسانی خود به راحتی زندگی کنند.

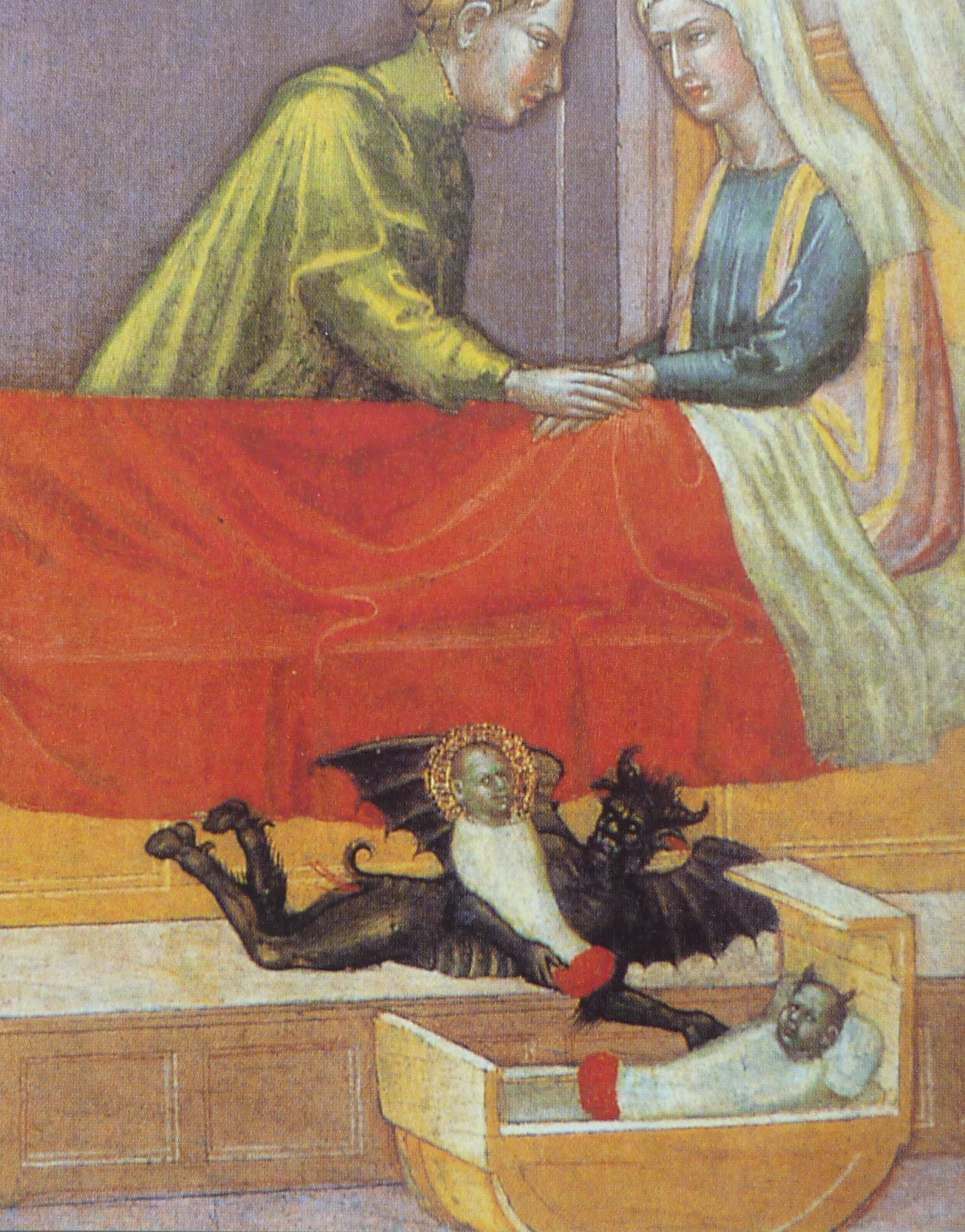
اهریمن در حال دزدیدن کودک انسان و جایگزینی آن با بچه اشتباهی اثر مارتینو دی باتولومئو